# 花山溪

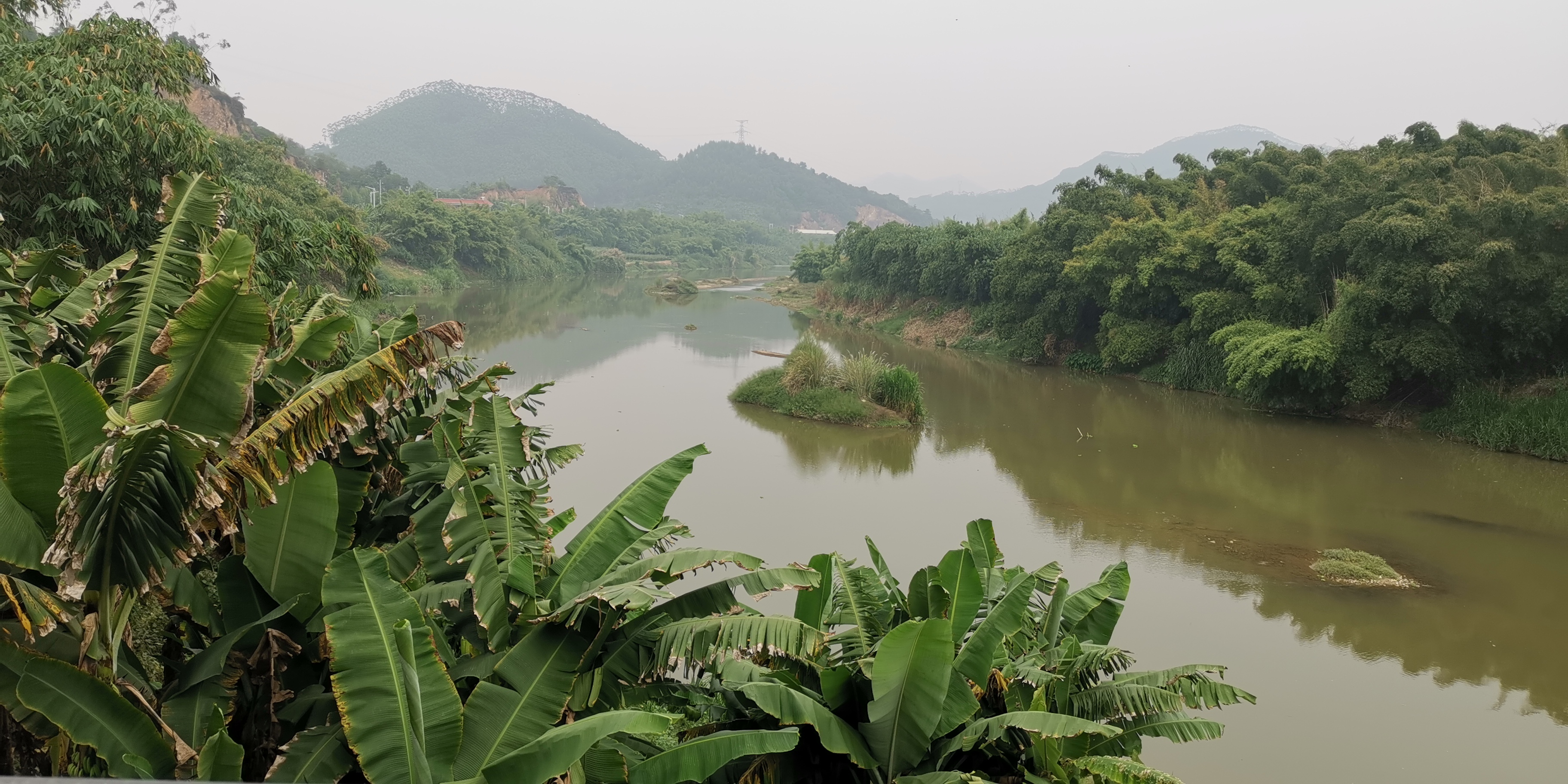
南靖山城镇汤坑村河段。

花山溪，位于中华人民共和国福建省南部的一条河流，是西溪右岸支流。发源于平和县北部霞寨镇坑内村西北双尖山东北，蜿蜒向东南流经坑内水库、霞寨镇，于国强乡转东北流，经坂仔镇、县城小溪镇、山格镇，过平寨村洪濑口后进入南靖县境内，经南靖县山城镇汤坑村、张渠村、坎仔头村，于县城东南岩前村以东的双溪口汇入西溪。河长88千米，流域面积1062平方千米，河道平均比降2.8‰。花山溪下游河谷较为开阔，形成平和县内的平原地区。历史上花山溪曾是平和县城对外交通的重要航道，1980年后断航。